# فيليب دبليو. أندرسون
فيليب دبليو. أندرسون (بالإنجليزية: Philip W. Anderson)‏ هو مونتير أمريكي، ولد في 23 يونيو 1915 في نيويورك في الولايات المتحدة، وتوفي في 27 مارس 1980 في كاليفورنيا في الولايات المتحدة بسبب مرض.

## وصلات خارجية
- فيليب دبليو. أندرسون على موقع IMDb (الإنجليزية)
- فيليب دبليو. أندرسون على موقع ألو سيني (الفرنسية)
- فيليب دبليو. أندرسون على موقع أول موفي (الإنجليزية)
- فيليب دبليو. أندرسون على موقع قاعدة بيانات الأفلام السويدية (السويدية)
- فيليب دبليو. أندرسون على موقع قاعدة بيانات الفيلم (الإنجليزية)
- فيليب دبليو. أندرسون على موقع كينوبويسك (الروسية)
- فيليب دبليو. أندرسون على موقع كينوبويسك (الروسية)